# Тишь (озеро, Калужская область)
Тишь (Жело́ховское) — озеро в Перемышльском районе Калужской области России.
Площадь озера — 32 гектара, по другим данным — 40 га. Средняя глубина озера — от 3 до 3,5 м. Максимальная достигает 6,4 м в северной части озера. Протяжённость озера составляет 2,5 километра, ширина — 100—150 метров. Абсолютная высота — 123,1 метр над уровнем моря.
Из северо-восточной оконечности Тиши вытекает ручей, впадающий в Оку. На северо-западном берегу — деревня Желохово. Озеро является старицей Оки. Самое большое пойменное озеро в Калужской области. Находится в пределах северо-западной части Среднерусской возвышенности, в зоне хвойно-широколиственных лесов.
Доступна по подъездной дороге от автодороги 29К-003.

## Флора и фауна
На озере находится ключевая ботаническая территория и место остановок перелетных птиц. На крутых склонах — ценный участок степной флоры с редкими южными видами растений, в том числе единственная в области популяция ковыля перистого, занесенного в Красную книгу России.
В озере Тишь обитают виды рыб: золотой и серебряный караси, щука, окунь, линь, лещ, жерех, судак, язь, плотва, густера. В водоёме отмечается один из самых древних представителей фауны нашей страны — выхухоль русская, также есть популяции бобра и ондатры. Здесь также можно встретить некоторые виды водоплавающих и околоводных птиц, например, аист белый, лысуха, травник, чернеть хохлатая, поганка большая, выпь болотная и многие другие. Есть большие колонии крачек черных и белокрылых.

## Топоним
Лимноним Желоховское относится к названию населённого пункта Желохово.
Парные названия озёр Тишь и Старая Тишь наблюдаются у села Заокское в Рязанской области.